# Krigsskadeerstatning
Krigsskadeerstatninger eller reparationer refererer til en kompensation og/eller betaling givet til den sejrende part fra den tabende efter endt konflikt. Kompensationen blev som oftest givet i form af penge, eller andre let overførbare værdier, altså ikke i form af land eller materiel, hvilket dog blev ændret noget i forbindelse med 2. verdenskrig, da Tyskland blev pålagt at afstå hovedparten af det derværende Prøjsen til Polen, som kompensation for polsk territorium afstået til Sovjetunionen.
I tidens løb er der blevet givet krigsskadeerstatninger med vidt forskellige begrundelser og motiver. Det sidste mest berømte eksempel på krigsskadeerstatninger forekom efter 1. verdenskrig i forbindelse med Versaillestraktaten.

## Historie

### Før 1. verdenskrig
Romerriget krævede enorme reparationer fra Karthago efter den Første og den anden puniske krig.
De 'ulige traktater' underskrevet af Qingdynastiet i Kina, Japan, Korea, Siam, Persien, Osmannerriget, Afghanistan og andre lande i det 19. århundrede betød betaling til de sejrende vestlige magter, hovedsageligt Storbritannien, Frankrig og Rusland, og senere også Japan selv.
Efter den fransk-preussiske krig i 1871 blev Frankrig af det tyske rige påtvunget at skulle betale krigsskadeerstatning i et beløb på 5 milliarder guld-francs over en periode på 5 år. Tyske tropper forblev i dele af Frankrig, indtil den sidste rate var betalt i september 1873.

### Første verdenskrig
I forbindelse med nederlaget til Det tyske rige i 1917 indvilgede Rusland i henhold til Brest-Litovsk-freden at betale reparationer til Centralmagterne.
Efter det tyske nederlag i november 1918 skulle tyskerne betale 132 milliarder guldmark til ententen i henhold til Versaillestraktaten.

### 2. verdenskrig
I Potsdamtraktaten fra august 1945 skulle Tyskland efter krigen betale de allierede 20 milliarder dollars i form af materiel og industrimaskiner. Det meste af dette blev givet til Sovjetunionen.
Japan skulle betale 1 milliard og 30 millioner yen til lande, der måtte kræve erstatning for Japans invasioner og besættelser i løbet af 2. verdenskrig.